# Electric Fence
Electric Fence (ou eFence) est une bibliothèque logicielle libre conçue pour faciliter le débogage de la gestion de la mémoire. La bibliothèque a été conçue et écrite par Bruce Perens.
C'est une bibliothèque utilisée dans la correction des erreurs de programmes, elle remplace la bibliothèque standard de gestion de mémoire du langage C. Electric Fence alloue une ou plusieurs pages de mémoire virtuelle pour chaque objet indexable (ce qui conduit à des allocations mémoire importantes) en laissant le matériel déclencher une interruption de  programme, dès le programme indexe en dehors de ce tableau. Un débogueur peut alors être utilisé pour inspecter le code qui a provoqué l'erreur.
Electric Fence est un logiciel libre sous licence publique générale GNU.

## Source
Cet article provient partiellement d’une traduction de l’article équivalent dans la version anglaise de Wikipédia.